# Vz. 33
A puška vz. 33 ("fuzil modelo 1933", às vezes referida como krátká puška vz. 33 - "mosquetão modelo 33") era uma carabina de ação por ferrolho tchecoslovaca baseada em uma ação do tipo Mauser, projetada e produzida pela Československá zbrojovka em Brno durante a década de 1930, a fim de substituir as obsoletas carabinas Mannlicher vz. 1895 da četnictvo (gendarmaria) tchecoslovaca. A designação da fabricante era vz. 16/33 (modelo 16/33). Outra versão, a Vz. 33/12, também foi produzida para o mercado latino-americano.

## Projeto
O projeto do Vz. 12/33 foi parcialmente baseado no Mauser Musketon M12, produzido pela Steyr antes da Primeira Guerra Mundial, mas esta carabina também era principalmente uma versão encurtada do fuzil padrão vz. 24 do Exército da Tchecoslováquia. A ação era um projeto de "anel pequeno" semelhante ao encontrado na Karabiner 98AZ alemã emitida durante a Primeira Guerra Mundial. Como o nome indica, o anel do receptor tem um diâmetro ligeiramente menor do que a ação padrão do Modelo 98, destinada a tornar a arma mais leve em à custa de uma ligeira redução na força de ação e nas margens de segurança. A maioria das variantes de anel pequeno são facilmente distinguíveis, pois não há degrau entre o anel e a parede esquerda do receptor. No entanto, o vz. 33 tem uma parede receptora esquerda mais clara e mais fina, de modo que o degrau está presente, tornando-o superficialmente semelhante à ação padrão de 'anel grande'. O excesso de metal é removido da ponte receptora traseira ao redor da guia do clipe e há outros cortes de iluminação. O ferrolho é igual ao do Modelo 98 padrão, com exceção da alavanca do ferrolho que tem um perfil diferente e uma esfera oca. A alça de mira tangente do Vz. 12/33 era graduada até 1.500 m enquanto a do Vz. 16/33 era graduado de 50 a 500 m em incrementos de 100 m e de 500 a 1.000 m em incrementos de 100 m.
O peso significativamente mais leve da vz. 33 em comparação com o do fuzil vz. 24 aumentou o recuo livre e o cano mais curto aumentava o impacto e o clarão da boca durante o disparo.

## Uso

### Vz. 12/33

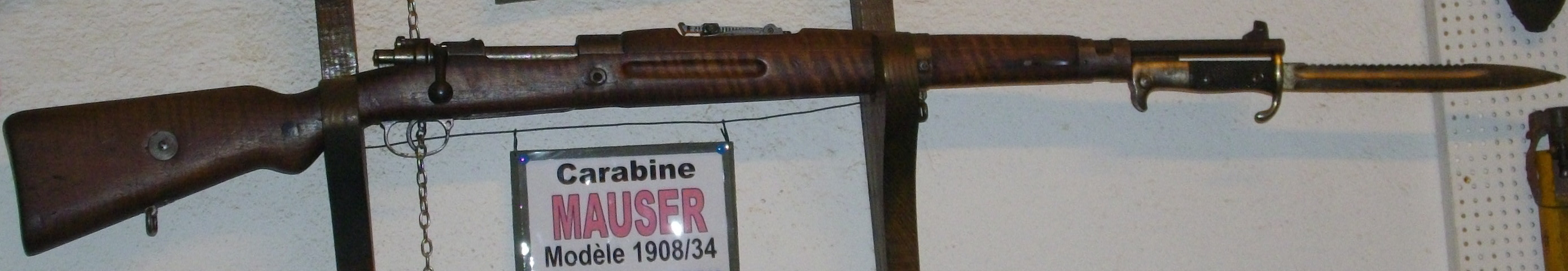
Um mosquetão brasileiro Modelo 08/34.

A designação vz. 33/12 provavelmente não foi usada fora da Tchecoslováquia. Na década de 1930, muitos países latino-americanos encomendaram carabinas vz. 12/33. México e Colômbia encomendaram algumas em 7×57mm Mauser. Depois de 1952, a maioria dos mosquetões colombianos foram modificados no programa R. FAMAGE M1952, reformados e convertidos para disparar o cartucho .30-06 Springfield. Equador encomendou vz. 12/33 em 7,65×53mm Mauser e os usou durante a guerra de 1941 contra o Peru. El Salvador comprou 5.600 carabinas em 1937 e as usou até serem substituídas após a Segunda Guerra Mundial por armas americanas. A Nicarágua comprou alguns carabinas vz. 12/33 (principalmente com marcações espanholas, mas algumas com marcações tchecas) ao lado de mosquetões vz. 23. O Paraguai também colocou em campo alguns vz. 33/12 durante a Guerra do Chaco.
A Československá zbrojovka foi contratada pelo governo brasileiro para fabricar 100.500 mosquetões Modelo 08/34 com pequenas modificações. (não confundir com os fuzis Modelo 08/34 fabricados em Itajubá). Depois de 1945, muitos Modelos 08/34 foram convertidos para .30-06 Springfield e designados Modelo 08/34.30. O mosquetão de fabricação tcheca e brasileira foi posteriormente re-senalizado em Itajubá como Mosquetão M954, também com câmara para o cartucho .30-06. Este mosquetão atualizado incorporou uma mira semelhante ao Karabiner 98k alemão e cano rosqueado para disparar granadas de bocal.
O Uruguai encomendou alguns mosquetões e carabinas vz. 37 pouco antes da invasão alemã da Tchecoslováquia. O modelo da carabina era muito semelhante ao vz. 33/12. Eles foram marcados com 937 e ostentavam marcações de fabricação em tcheco.

### Vz. 33
Este fuzil foi designado vz. 16/33 pelo seu fabricante, enquanto a sua designação no serviço da Checoslováquia era vz. 33. Para o exército da Checoslováquia, a Gendarmerie e a Finanční stráž (literalmente Guarda das Finanças, que era um serviço armado de proteção alfandegária e fronteiriça sob o comando do Departamento de Finanças da Checoslováquia) cerca de 25.300 fuzis vz. 33 foram produzidos até 1940. Destes, 20.011 foram entregues à Gendarmaria e 4.300 à Guarda Financeira.
Peru pediu alguns mosquetões vz. 32, semelhantes ao vz. 33 com algumas modificações de acordo com as exigências peruanas.
Em 1954, a Tchecoslováquia despachou alguns fuzis vz. 33 para a Guatemala.

### Gewehr 33/40

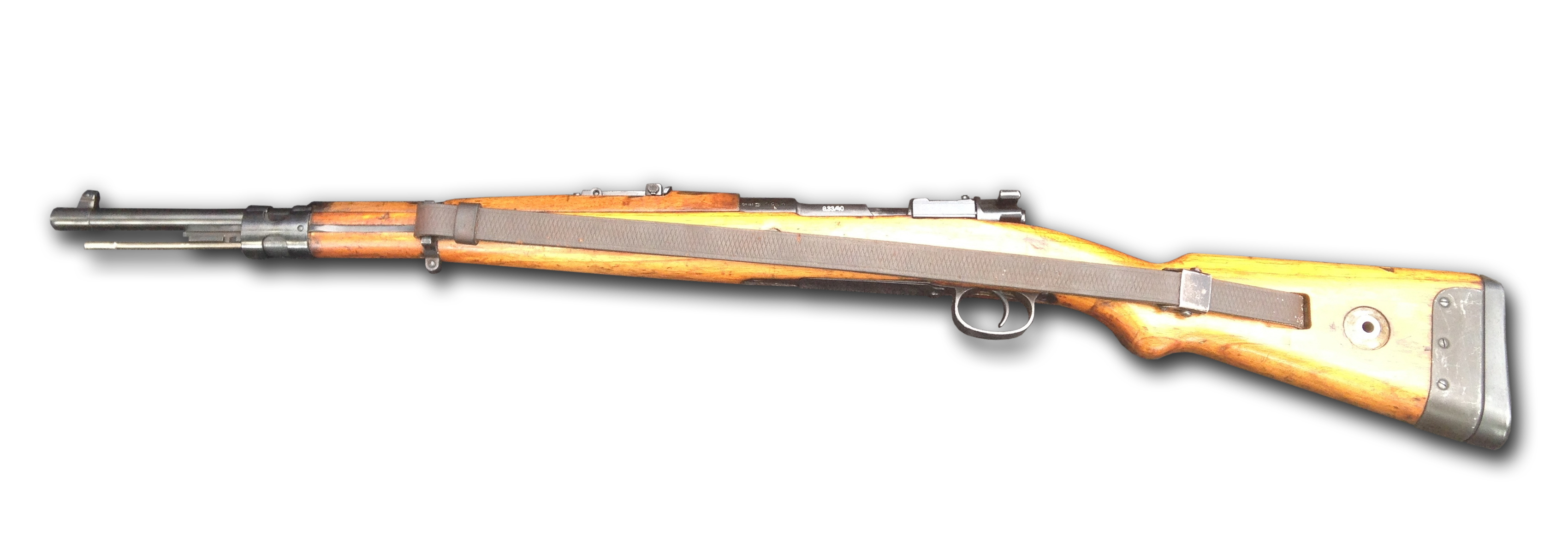
Gewehr 33/40

A produção de uma versão modificada continuou sob os códigos de fabricação "945" em 1940 e as letras "dot" em 1941 e 1942 durante a ocupação alemã da Tchecoslováquia para a Wehrmacht (forças armadas alemãs), especialmente para uso no Gebirgsjäger (tropas de montanha alemãs). Embora este fuzil seja um dos Mauser mais curtos usados pelos alemães, ele foi designado Gewehr, que significa fuzil.
Comparado com o vz. 33, o Gewehr 33/40 se destaca pelas seguintes características:
- Comprimento total significativamente menor que o do Karabiner 98k (cerca de 110 mm mais curto).[5]
- Soleira em formato de concha de aço que adicionou 5 mm de comprimento total e uma placa de metal protetora no lado esquerdo da coronha, contra danos causados pelos pregos de metal das botas de montanhismo ao usar a arma como ferramenta de escalada ou bastão de caminhada.[1]
- Medidas reduzidas para redução de peso (receptor, recortes - invisíveis externamente,[5] sem esfera oca da alavanca do ferrolho, carregador e guarda-mato modificados).
- Guarda-mão contínuo em madeira para evitar queimaduras quando a arma esquenta devido a disparos intensos.
- Alça de mira modificada, graduada de 100 a 1.000 m em incrementos de 100 m.
- Anel superior modificado.
- Montagem de baioneta tipo alemão.
- Proteção de massa de mira com capuz removível tipo alemão.[3]
- Fixação de bandoleira tipo alemão com abertura para haste e incrustação de disco metálico na coronha que funciona como uma ferramenta de desmontagem do ferrolho, como no Karabiner 98k.

As marcações são do tipo alemão, com letras de código no anel do receptor no lugar do leão desenfreado tcheco. Os soldados alemães usaram as carabinas em duras condições montanhosas durante a Segunda Guerra Mundial e muitas vezes reclamaram do forte recuo.
De 1940 a 1942, outros 120.000 a 131.503 da variante Gewehr 33/40 foram produzidos para o exército alemão: 29.000 a 40.000 Gewehr 33/40 foram produzidos em 1940, 35.000 a 48.049 Gewehr 33/40 foram produzidos em 1941 e 45.000 para 54.454 Gewehr 33/40 foram produzidos em 1942. As forças armadas alemãs também usaram os fuzis anteriormente emitidos para os militares da Tchecoslováquia, também sob a designação Gewehr 33/40. Alguns protótipos do G 33/40 com coronha dobrável de madeira também foram produzidos para os pára-quedistas alemães, estes não estão incluídos nos totais porque esta variante nunca entrou em produção em série.
Durante 1942, a produção do Gewehr 33/40 cessou quando a fábrica Československá zbrojovka foi convertida para produzir fuzis de serviço padrão Karabiner 98k de projeto alemão.
Após a 2ª Guerra Mundial, os Gewehr 33/40 capturados foram usados pela polícia norueguesa. Além das marcações alemãs originais Kongsberg Våpenfabrikk marcadas como "POLITI" (que se traduz como "polícia" em norueguês), o brasão nacional norueguês e o novo número de série em uma série policial norueguesa separada no lado esquerdo do anel do receptor.

## Operadores
- Brasil: Modelo 1908/34 (Vz. 12/33),[3] Modelo 1908/34.30 e M954[3]
- Colômbia: Vz. 12/33[3]
- Tchecoslováquia: Vz. 33[3]
- Equador: Vz. 12/33[3]
- El Salvador: Musketon (Vz. 12/33)[3]
- Alemanha Nazista: Gewehr 33/40[3]
- Guatemala: Vz. 33[3]
- México: Vz. 12/33[3]
- Nicarágua: Vz. 12/33[3]
- Noruega: Gewehr 33/40[7]
- Paraguai: Vz. 12/33[3]
- Peru: Mosquetões Vz. 32 (semelhante ao Vz. 16/33)[3]
- Uruguai: Carabinas Vz. 37 ("937") (semelhante ao Vz. 12/33)[3]